# 자히드 하산 아멜리
자히드 하산 아멜리(벵골어: জাহিদ হাসান এমিলি, 1987년 12월 25일 ~ )은 방글라데시의 축구 선수로 현재 브라더스 유니언에서 공격수로 활동 중이며 방글라데시 국가대표팀 역대 선수 가운데 국제 A매치 최다 출전 기록 보유자이다.